# Nikolaos Biris
Nikolaos Biris (gr. Νικόλαος Μπίρης, ur. w 1911 w Atenach) – grecki zapaśnik walczący w stylu klasycznym. Dwukrotny olimpijczyk. Zajął dziesiąte miejsce w Berlinie w 1936 i ósme w Londynie w 1948. Walczył w kategorii 61–57 kg.
Czwarty na mistrzostwach Europy w 1937 roku.

## Letnie Igrzyska Olimpijskie 1936
| Konkurencja          | Rundy eliminacyjne       | Rundy eliminacyjne    | Rundy eliminacyjne         | Klas. końcowa |
| Konkurencja          | Przeciwnik I             | Przeciwnik II         | Przeciwnik III             | Miejsce       |
| -------------------- | ------------------------ | --------------------- | -------------------------- | ------------- |
| 61 kg styl klasyczny | Valentino Borgia (ITA) P | Erich Fincsus (AUT) Z | Krisjānis Kundziņš (LAT) P | 10.           |

## Letnie Igrzyska Olimpijskie 1948
| Konkurencja          | Rundy eliminacyjne | Rundy eliminacyjne | Rundy eliminacyjne      | Klas. końcowa |
| Konkurencja          | Przeciwnik I       | Przeciwnik II      | Przeciwnik III          | Miejsce       |
| -------------------- | ------------------ | ------------------ | ----------------------- | ------------- |
| 57 kg styl klasyczny | Ken Irvine (GBR) P | Halil Kaya (TUR) Z | Taisto Lempinen (FIN) P | 8.            |